# Odon Godart
Odon Godart (ur. 21 sierpnia 1913 w Farciennes, zm. 18 kwietnia 1996 w Bousval) – belgijski wojskowy i naukowiec: meteorolog oraz astronom. W czasie II wojny światowej pracował dla aliantów jako meteorolog i brał udział w lądowaniu w Normandii. Po wojnie dyrektor zreorganizowanych służb meteorologicznych belgijskich sił powietrznych, od 1959 roku profesor astronomii. Bliski współpracownik Georges’a Lemaître’a – autora koncepcji Wielkiego Wybuchu. Godart opublikował około sto osiemdziesiąt prac: artykuły, seminaria, kursy i wykłady; zarówno z meteorologii i astronomii, jak i z innych dyscyplin.

## Życiorys

### Studia
Absolwent Kolegium Najświętszego Serca Jezusowego w Charleroi i Katolickiego Uniwersytetu w Leuven (licencjat z matematyki 1935). Po ukończeniu studiów asystent Georges’a Lemaître’a, autora koncepcji „pierwotnego atomu”, opisującej mechanizm ekspansji Wszechświata i jego hipotetyczny początek (Wielki Wybuch). W 1938 roku przeniósł się do Stanów Zjednoczonych, aby badać promieniowanie kosmiczne w Harvard Observatory i Massachusetts Institute of Technology (MIT).

### II wojna światowa
Po zajęciu Belgii przez siły hitlerowskie służył w kanadyjskiej armii, by ostatecznie podjąć czynną służbę wojskową w Wielkiej Brytanii w służbach meteorologicznych. W 1943 roku wziął udział jako nawigator w bombardowaniu Zagłębia Ruhry. Jego samolot został trafiony i rozbił się podczas lądowania. Ciężko ranny i jedyny ocalały z załogi spędził trzy miesiące w szpitalu.
Jako meteorolog pracował dla Bomber Command nad poprawą dokładności prognoz meteorologicznych. W tym okresie powstała jego fundamentalna praca From the introduction and use of isobaric coordinates as a surface of coordinates in meteorology and its isobaric consequences. Mimo początkowej niechęci jego przełożonych do tej koncepcji, zyskała ona uznanie ze względu na swoją skuteczność, upraszczając obliczanie równań atmosferycznych. Obecnie jest stosowana w numerycznym prognozowaniu pogody. Brał również udział w pracach nad ustaleniem terminu lądowania w Normandii, tak by zapewnić optymalne warunki pogodowe na dzień ataku.

### Okres powojenny 1945–1983
Po wojnie był odpowiedzialny za reorganizację służby meteorologicznej sił powietrznych w Belgii. W 1959 został profesorem na Uniwersytecie w Leuven, gdzie wykładał astronomię aż do przejścia na emeryturę w 1983 roku.
Był prezesem Société royale belge d'astronomie, de météorologie et de physique du globe (SRBA)
Zapisał się w historii też jako osoba, która w 1966 roku poinformowała ciężko chorego (kilka dni później zmarł) Georges’a Lemaître’a o odkryciu przez Arno Penziasa i Roberta Woodrowa Wilsona promieniowania tła – dowodu na prawdziwość koncepcji, której Lemaître był współtwórcą.

### Życie prywatne
W 1950 roku ożenił się; miał pięcioro dzieci.

## Nagrody i wyróżnienia
Planetoida (7043) Godart została nazwana na jego cześć.